# Insektenschutz (Insektenabwehr)

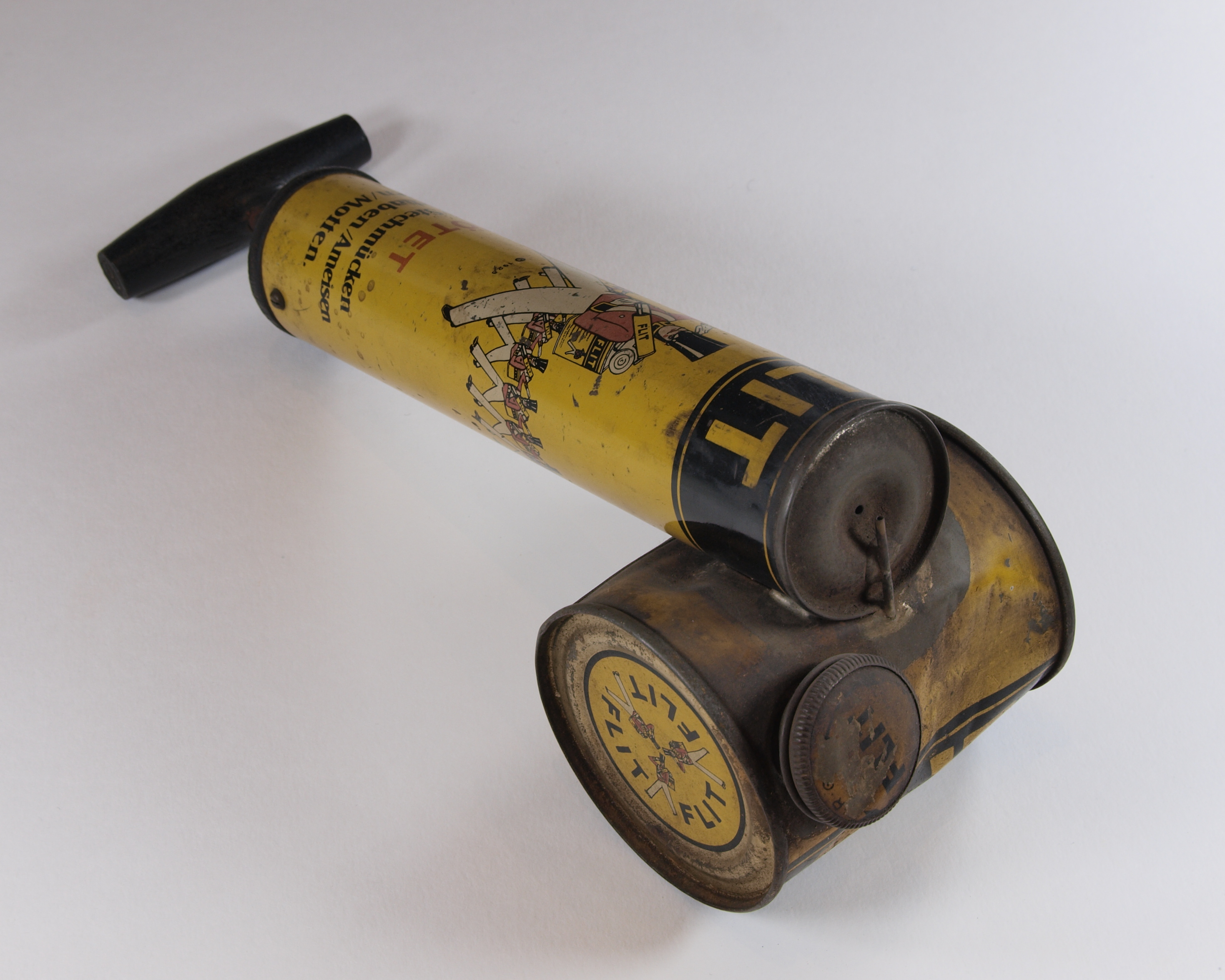
FLIT Pumpzerstäuber für Insektizide von 1928

Insektenschutz ist ein Oberbegriff für Methoden, Maßnahmen, Werkzeuge und Mittel, um lästige und stechende Insekten insbesondere vom Menschen, aber auch von Haustieren oder Nutztieren fernzuhalten, zu verwirren, zu vertreiben oder zu töten.

## Physikalisch wirkende Mittel
Physikalisch wirkende Mittel sind zum Teil sehr wirkungsvoll, finden aber – mit Ausnahme der Kleidung sowie der Fliegenklatsche – fast ausschließlich im Bereich der Unterkunft Anwendung.
präventive Schutzmittel
- Ein Fliegengitter, Netz oder Gaze wird am Fensterrahmen angebracht und verhindert so auch bei geöffnetem Fenster das Eindringen von Insekten in den Raum.
- Ein Moskitonetz wird an einem Haken über dem Bett befestigt und umgibt das gesamte Bett.
- Die Klimatisierung von Räumen soll Stechmücken abschrecken, weil sie nicht von warm nach kühl fliegen.
- Luftig an der Haut anliegende Kleidung kann die abgedeckten Körperteile vor Stichen fliegender blutsaugender Insekten schützen.
- Spezielle Schutzkleidung wird vom Imker benutzt: Schutzanzug, Imkerhaube, Imkerhut.
- Verschlossene Behälter (Kühlschränke, Kühltaschen, Boxen und Plastiktüten) können Insekten beim Transport oder bei der Lagerung von Lebensmitteln, Essensresten oder Abfall den Zugang verwehren und sind besonders wirkungsvoll, wenn sie den Inhalt auch geruchsdicht abschließen.[1]

Als Jagdwaffe genutzte Gegenstände
- Die Fliegenklatsche hat den Nachteil, dass sich die Insekten dem Schlag durch Wegfliegen entziehen können.
- Der Staubsauger hat den Vorteil, dass ein Insekt sich einem Sog nicht entziehen kann. Sehr gut einsetzbar bei Insekten, die sich an schwer zugänglichen Stellen, z. B. der Decke niedergesetzt haben.
- Elektrische Fliegenklatschen, die das Aussehen eines Tennisschlägers haben, betäuben größere Insekten und töten kleinere.
- Die Hände haben den Vorteil, dass sie jederzeit einsatzbereit zur Verfügung stehen. Mücken werden häufig im Flug durch das Zusammenklatschen der Hände getötet oder mit einem Schlag der flachen Hand gegen den Untergrund, auf dem sich ein Insekt niedergesetzt hat.

Fangmethoden
- Mit einer Hand können im Besonderen Fliegen, welche sich hingesetzt haben, gefangen werden, indem die halbkugelförmig vorgespannte Hand knapp über der Oberfläche schnell über die Position, wo die Fliege sitzt, bewegt wird und dabei die Hand geschlossen wird.[2]
- Ein Trinkglas mit einer Pappe hat im Gegensatz zur Hand die Vorteile, dass Insekten mit einem Wehrstachel nicht in die Hand stechen können und dass die Fangtechnik weniger Geschwindigkeit als vielmehr eine ruhige Hand benötigt, mit der das Glas vorsichtig über das sitzende Insekt gestülpt wird. Anschließend wird die Pappe unter das Glas geschoben.
- Ein Schmetterlingsnetz hat den Vorteil, dass mit seiner Hilfe auch fliegende Insekten gefangen werden können, und den Nachteil, dass es nur für große Insekten wie z. B. Schmetterlinge verwendet werden kann, welche nicht durch die Maschen des Netzes entweichen können.

Fallen

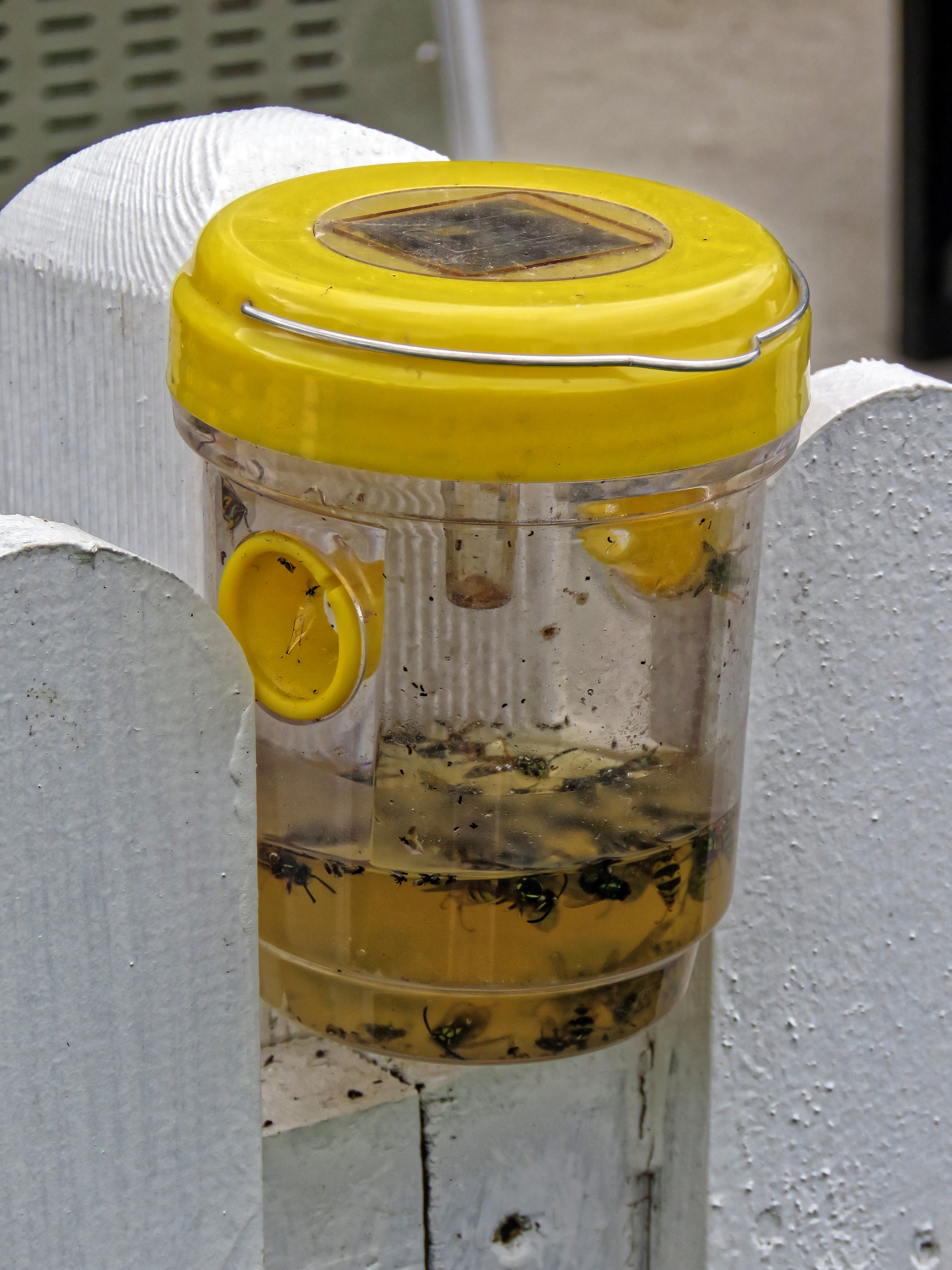
Wespenfalle

- Fliegenfänger sind meist girlandenähnlich herabhängende, mit einem starken Klebstoff versehene Streifen, auf denen Fliegen festkleben. Auch sind inzwischen ähnlich wirkende Aufkleber für die Fensterscheibe oder Wandfliesen (z. B. in der Küche) erhältlich, die mit bunten Druckmotiven gestaltet sind.
- Fliegengläser wirken mechanisch und mit Hilfe eines Lockstoffes. Nach demselben Prinzip funktionieren käufliche oder aus Flaschen selbstgebaute Wespenfallen, die oft mit gärigem Fruchtsaft oder Bier als Lockmittel gefüllt werden.
- Moskito-Fallen (zur Bekämpfung von Malaria) locken die Insekten mit einem künstlichen menschlichen Geruch aus Buttersäure und weiteren aromatischen Chemikalien an und saugen die Mücken mit einem kleinen Ventilator in ein Sammelgefäß, wo sie schließlich verhungern.[3]
- Elektrische Insektenvernichter beinhalten in der Regel eine spezielle Leuchtstoffröhre, die einen hohen Anteil an UV-Licht abstrahlt und damit Insekten anzieht, die auf einem unter Hochspannung stehenden Drahtgitter landen und sterben. Allerdings sind sie gegen Stechmücken wirkungslos, außerdem werden viele nützliche Insekten getötet oder verstümmelt; deshalb ist ihre Benutzung im Freien kritikwürdig und z. B. in Deutschland verboten.[4]

Umlenkende Maßnahmen
- Durch ruhige Handbewegungen können fliegende Insekten in ihrem Flug gelenkt werden, so dass sie das Haus z. B. durch ein offenes Fenster verlassen. Die Wirkung der Handbewegungen kann verstärkt werden durch Zuhilfenahme großflächiger Gegenstände, z. B. einer Zeitung oder eines Fächers. Diese Methode ist sehr erfolgreich anwendbar, wenn Insekten hinter einer Glasscheibe „gefangen“ sind und nicht selbst den Weg ins Freie finden.
- Durch ein etwas abseits platziertes, stark duftendes „Ersatzangebot“ der von den Insekten begehrten Nahrung lässt sich der ungebetene Besuch insbesondere von Wespen am Essenstisch reduzieren. Dazu eignet sich z. B. ein Stück angeschnittenen überreifen Obstes, wenn sich im Spätsommer die Wespennester auflösen und die noch lebenden Arbeiterinnen auf Nahrungssuche einzeln durch die Gegend streunen. Wenn dagegen die Arbeiterinnen früher im Sommer auf der Suche nach Eiweiß für die Fütterung der Wespenlarven sind, hilft diese Methode kaum.

Verwirrende Maßnahmen

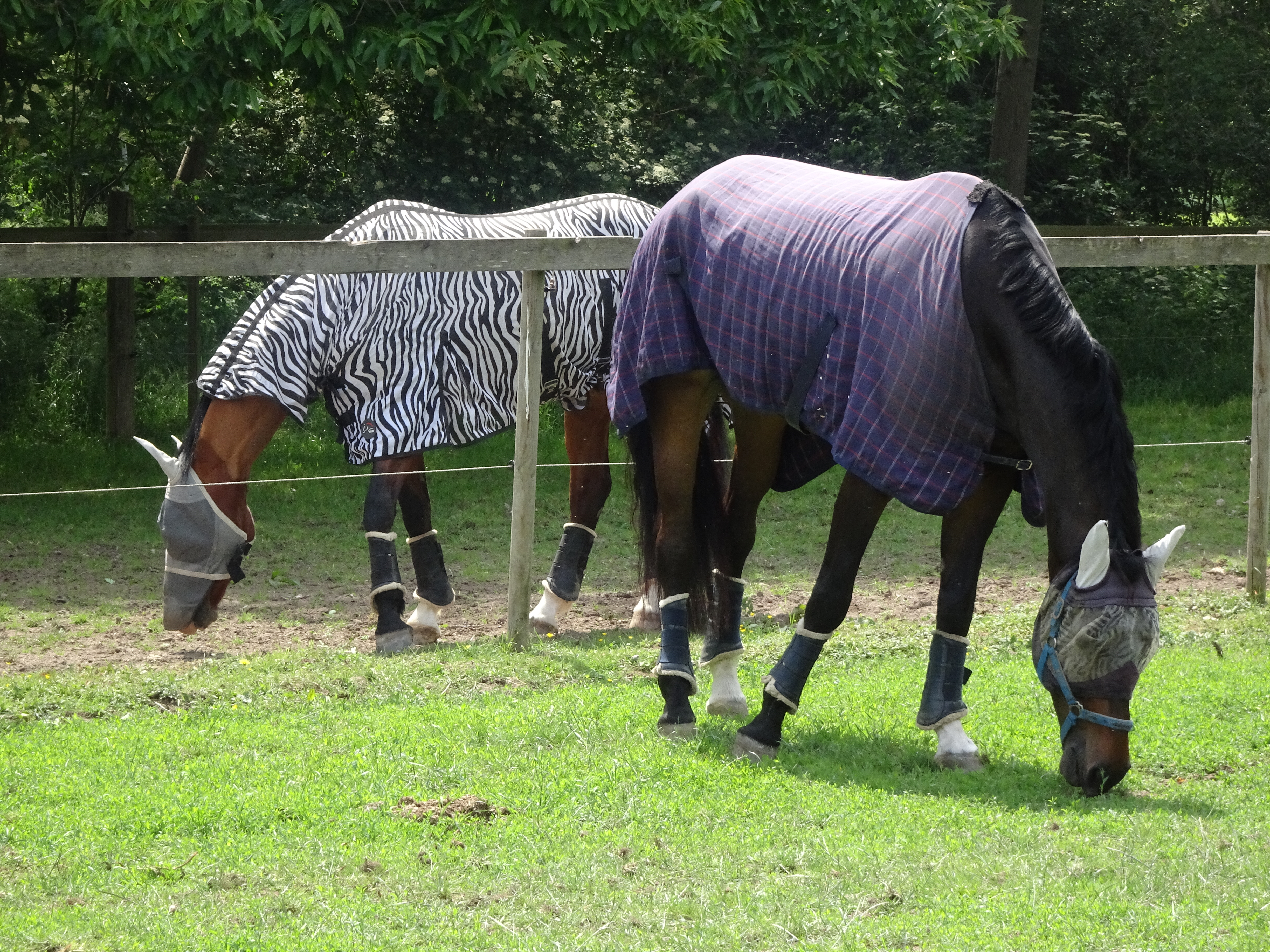
Insektenschutz für Pferde: Fliegenhauben und Fliegendecken

- Die Vorteile des auffälligen Streifenmusters von Zebras sind wissenschaftlich noch nicht vollständig erforscht, nachgewiesenermaßen manipulieren die Streifen aber die visuelle Wahrnehmung blutsaugender Insekten wie Tsetsefliegen und Bremsen und erschweren den Insekten damit das Auffinden ihrer Opfer.[5] Dieser „Zebraeffekt“ wird teilweise auch beim Design von Pferde-Fliegendecken angewandt.

unwirksamer Schutz
- Zur Abwehr von Stechmücken angebotene Hochfrequenz-Piepser sind unwirksam.[6][7][8][4]
- Die Vermeidung von Licht oder eine Beschränkung auf den Einsatz warmweißer Lichtquellen sind entgegen weit verbreiteter Annahmen keine wirksamen Schutzmaßnahmen gegen Stechmücken, denn diese sind nicht positiv phototaktisch, reagieren also nicht auf Licht, sehen nicht besonders gut und orientieren sich weitestgehend mithilfe ihres Geruchssinns.[9]

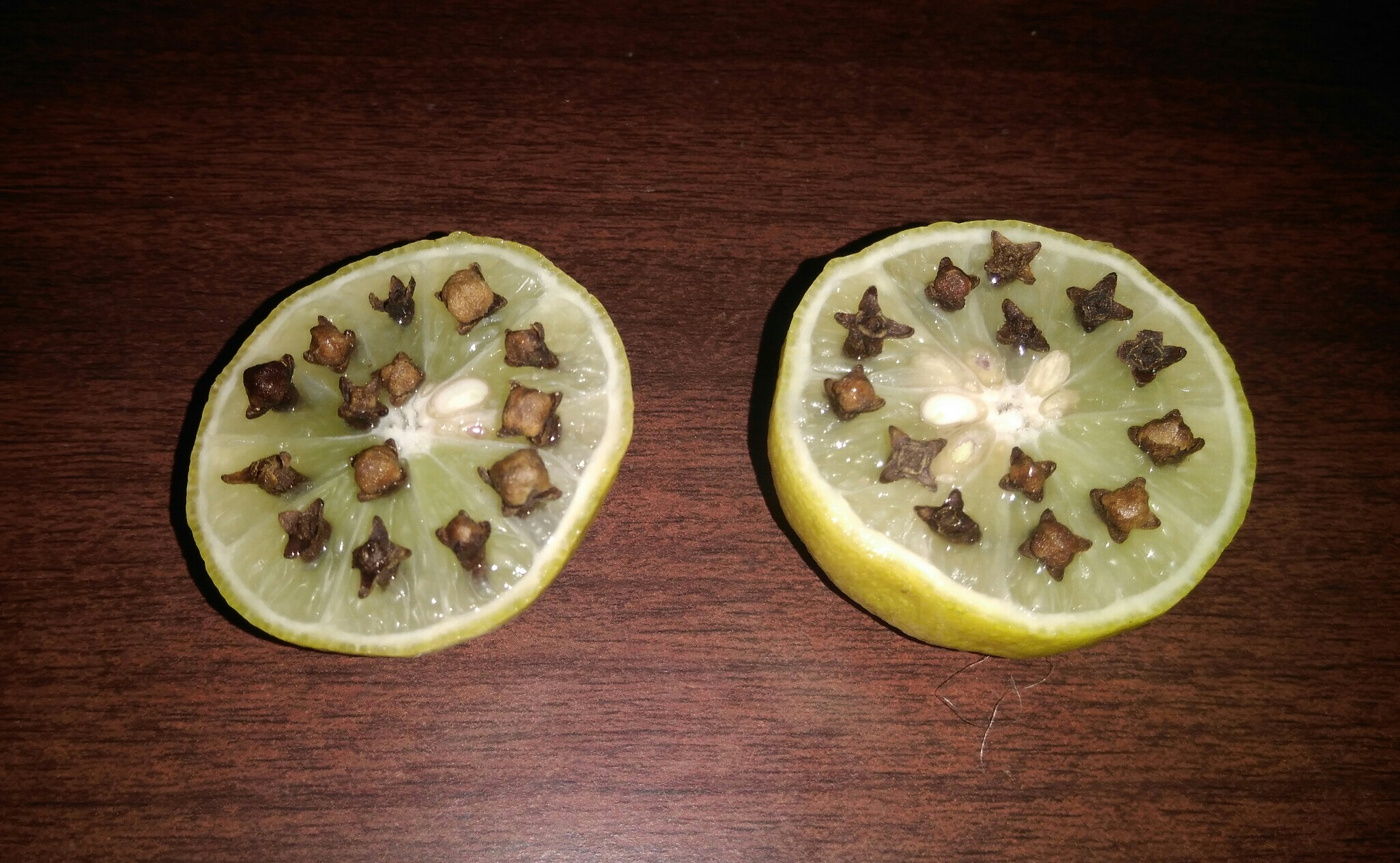
Natürliches Repellent:
Zitrone + Gewürznelken

## Repellents
Repellents sind verschiedene natürliche und synthetische Mittel, die Insekten über ihren Geruchssinn abschrecken und vertreiben sollen, ohne sie zu töten. Repellents werden teilweise auf die Haut oder Kleidung aufgetragen oder durch Verdunster, Diffuser, Duftsäckchen o. ä. an die umgebende Luft abgegeben.

## Insektizide
Weiterhin gibt es die Möglichkeit, Insektizide im Raum zu verteilen und wirken zu lassen; dies geschieht insbesondere durch Insektensprays und Elektroverdampfer. Diese Mittel töten in der Regel alle – auch nützliche – Insekten. Da es sich um Nervengifte handelt, können sie möglicherweise bei häufiger oder dauerhafter Anwendung (etwa bei Elektroverdampfern) auch beim Menschen Gesundheitsbeeinträchtigungen verursachen.

### Einzelne Insektizide
Gebräuchlich und zugelassen zur Insektenbekämpfung sind folgende Insektizide:
- Pyrethrum gilt als einer der ältesten Wirkstoffe zur Schädlingsbekämpfung. Es wird aus den getrockneten Blüten verschiedener Chrysanthemum-Arten gewonnen. Es hat eine starke insektizide Wirkung, ist jedoch für gleichwarme Tiere wenig giftig.
- Pyrethroide sind (halb-)synthetische Verbindungen, die Abwandlungen der natürlichen Wirkstoffe aus Pyrethrum darstellen. Sie sind zumeist deutlich potenter und erheblich stabiler in der Umwelt. Wirkstoffe dieser Gruppe sind recht verlässlich daran erkennbar, dass ihr Name in -thrin endet. Beispiele sind Permethrin, Tetramethrin und Transfluthrin.
- Piperonylbutoxid ist selbst kein Insektizid, jedoch als sogenannter Synergist meistens in Insektensprays auf Pyrethroid-Basis enthalten. Es verstärkt die Wirkung der Pyrethroide.

Seltener werden auch Insektensprays mit Caprylsäure als Wirkstoff vermarktet. Diese als „biologisch“ beworbenen Mittel sind kein Nervengift. Caprylsäure löst den lebensnotwendigen Chitin-Panzer der Insekten auf.

### Produktformen
- Elektroverdampfer (Gelsenstecker) enthalten in der Regel Pyrethroide.
- Auch Insektensprays enthalten in der Regel Pyrethroide.
- Räucherspiralen vergiften, wenn sie im Freien eingesetzt werden, ungezielt auch nützliche Insekten und sind im Übrigen bei Wind wenig wirksam.
- Strips gegen Fliegen und andere Insekten und Mottenstrips/Mottenpapier.
- Insektenstifte zum direkten Auftragen eines Kontaktgiftes auf glatte, nicht saugende Oberflächen (z. B. Fensterscheiben).

## Kombinierte Anwendungen
Insektenfallen funktionieren in der Regel nur in Kombination mit Lockstoffen oder anderen anlockenden Maßnahmen und stellen daher auf Geräteebene eine kombinierte Anwendung dar. Auch auf der Maßnahmenebene sind oftmals Kombinationen mehrerer unterschiedlich wirkender Vorgehensweisen erforderlich, um eine ausreichende Gesamtwirkung zu erzielen.

## Insektenkontrolle durch Behörden und Forschungseinrichtungen
Über persönliche Schutz- und Abwehrmaßnahmen hinaus können auch Maßnahmen von Kommunen, Behörden oder Forschungseinrichtungen zur Bekämpfung einzelner Insektenarten dem abwehrenden Insektenschutz zugerechnet werden. Beispiele sind die regionale oder kommunale Stechmückenbekämpfung oder Maßnahmen zur Verhinderung der weiteren Verbreitung und Etablierung der Asiatischen Tigermücke.